# Арендный бизнес
Арендный бизнес (англ. real estate with tenant) — это объект недвижимости, обремененный договором аренды . В некоторых источниках встречается формулировка Готовый арендный бизнес или ГАБ. Чаще всего в деловом мире это понятие применимо к коммерческой недвижимости, что позволяет рассматривать ГАБ как нежилое коммерческое помещение с арендатором. В качестве арендаторов могут выступать салоны красоты, медицинские центры, магазины одежды, HoReCa, продуктовые магазины. 
По мнению ряда экспертов, готовый арендный бизнес - это одно из самых перспективных направлений инвестирования в недвижимость . По итогам 2019 г. доля инвестиций в коммерческую недвижимость составила 47% от общего объема инвестиций в недвижимость, а продажи коммерческих площадей выросли в два раза. 
В сравнении с нестабильным рынком аренды жилой недвижимости, рынок коммерческой имеет более высокую доходность и не требует операционного вмешательства со стороны инвестора.  Инвестиционные эксперты и аналитики рынка относят ГАБ к пассивному стабильному доходу без особых рисков. Если бизнес не приносит ожидаемых дивидендов, его можно продать и вернуть сумму инвестиций.
Доходность инвестиций оценивается в 15-19% годовых, а срок окупаемости - 7-12 лет. 
Порог входа в ГАБ начинается от 15-20 млн руб. За эти деньги можно подобрать небольшой объект со стабильным сетевым арендатором. Другие источники называют цифру от 8–10 млн руб., при привлечении ипотечного займа — от 4 млн руб(1,11).
Для инвестиций в арендный бизнес наиболее предпочтительны объекты с долгосрочными договорами аренды (5-15 лет), в котором тщательно обозначены все условия, в том числе: ежегодная индексация, порядок выплат, размер арендной ставки и т.д. Долгосрочный договор дает владельцу ГАБ стабильность поступления денежных средств, возможность прогнозировать свои финансовые потоки и определить срок окупаемости объекта.

## Юридические аспекты ГАБ
Среди рисков, связываемых с покупкой объекта недвижимости с сопутствующим договором аренды, эксперты называют риски оспаривания сделки купли-продажи, истребования имущества у покупателя, ненадежность арендатора или продавца. 
Перед подписанием договора о покупке ГАБ рекомендовано проверять :
в отношении продавца:
- Документы-основания владения объектом недвижимости его текущим собственником
- Акты приема-передачи объекта недвижимости
- Документы об оплате объекта текущим собственником
- Документы, подтверждающие полномочия лиц, подписывающих сделку
- Техническую документацию объекта
- Подтверждение права на собственность
- Организационно-правовые и корпоративные документы собственника
- Наличие управляющей компании и условия сотрудничества с нею

в отношении арендатора, с которым заключен договор аренды :
- Наличие и условия договора аренды
- Организационно-правовые и корпоративные документы арендатора
- Акт передачи объекта арендатору
- Правомерность заключения договора аренды
- Наличие факта регистрации долгосрочного договора аренды в ЕГРН

Для проверки финансовой устойчивости и добросовестности также рекомендуют получить справку об отсутствии задолженности по уплате налогов и проверить кредитную историю арендатора.

## Особенности расчета срока окупаемости
Первоначальные затраты на приобретение коммерческой недвижимости сложно назвать небольшими. Любого инвестора в первую очередь в таких условиях будет интересовать срок окупаемости объектов ГАБ.
Это величина, которая напрямую будет зависеть от локации, надежности арендатора, инфляции, налогов и накладных расходов. 
Новички стараются найти объекты с окупаемостью до 6-8 лет, но аналитики более трезво смотрят на рынок и считают эффективными предложения с окупаемостью около 10 лет. 
Пример упрощенного способа для расчета коэффициента окупаемости: 
Вас заинтересовало помещение с арендатором "Пятерочка" в спальном районе Москвы.
- С сетевым магазином заключен долгосрочный договор на 10 лет.
- Стоимость покупки объекта - 50 млн руб.
- Ежемесячная арендная плата составляет по договору 500 000 руб. Ежегодная арендная плата – 6 000 000 руб.
- В договоре прописан размер ежегодной индексации в 5%

В таком случае срок окупаемости без учета индексации составит: 
50 000 000 / 6 000 000 = 8 лет и 4 месяца. Именно в течение этого периода инвестор полностью вернет свои вложения. Доходность инвестиций по данному объекту составляет 12%. 
В таком расчете не учитываются сразу 2 важных фактора: 
- Ежегодно арендная плата будет увеличиваться на 5%
- Инвестиции в арендный бизнес предполагают, что покупатель может в любой момент перепродать объект и получить дополнительный доход.

В результате если инвестор решает осуществить продажу через 8 лет и 4 месяца, то с учетом восьмикратной индексации в 5%, ежемесячная арендная ставка составит уже 703 550 рублей, а сам объект, при такой же окупаемости в 8 лет и 4 месяца, будет стоить уже не 50 000 000, а 70 355 000. В данном случае, доходность инвестиций в ГАБ будет составлять не 12%, а 19,4% годовых.
Реальная цена продажи может быть и выше, ведь этот пример не учитывает рост арендных ставок и спроса на ГАБ. Эти факторы могут увеличить итоговую доходность инвестиций и продажи. При этом, для перепродажи не обязательно ждать 8 лет. Опытные инвесторы часто продают бизнес через 2-3 года, спустя несколько индексаций. 
Для более точной оценки еще до покупки следует при помощи экспертов или самостоятельно сделать детальный анализ прибыли и всех возможных затрат на конкретный объект (ремонт, перепланировка, договор с управляющей компанией и др). 
Наибольшую прибыль будут приносить рентабельные объекты, располагающиеся в удачных локациях, с хорошей проходимостью и инфраструктурой . Наиболее популярен стрит-ритейл.

## Какие арендаторы в приоритете у инвесторов?
Более надежными, стабильными и выгодными принято считать объекты, где заключен договор со следующими типами арендаторов :
- Специализированные магазины, которые продают то, что всегда необходимо людям (например продукты или хоз. товары).
- Медицинские центры и кабинеты. Люди болеют вне зависимости от экономических кризисов, поэтому клиенты у дантиста или диагностической лаборатории будут всегда.
- Аптеки - еще один идеальный арендатор. Торгуют тем, на что есть постоянный спрос.
- Банки. Финансовые учреждения заключают долгосрочные контракты и не любят переезжать.
- Франшизы и сетевые точки. Это всегда якорные арендаторы, у которых не будет проблем с клиентами.